# Adolf Johnsson (musikpedagog)
Johan Adolf Johnsson, född 26 november 1847 i Stockholm, död 27 augusti 1921, var en svensk musikpedagog. 
Johnsson blev harmonist vid Svea livgarde 1859, var hautboist 1868–82 och elev vid Stockholms musikkonservatorium 1868–71. Han var anställd vid Kungliga Hovkapellet 1872–94, instruktör vid Svea ingenjörsbataljons musikkår 1882, blev t.f. lärare vid Stockholms musikkonservatorium 1882 och var ordinarie lärare på bleckblåsinstrument från 1887. Han tilldelades musikdirektörs namn, heder och värdighet 1894 och blev associé av Musikaliska akademien 1903.